# Two's Missing
Two's Missing é uma coleção de canções raras e inéditas do The Who. Sua primeira parte, Who's Missing, foi lançada em 30 de novembro de 1985.

## Faixas
Todas as canções compostas por Pete Townshend, exceto onde especificado em contrário.

### Lado A
1. "Bald Headed Woman"
2. "Under My Thumb" (Jagger / Richards)
3. "My Wife" (Entwistle) - ao vivo em 1971
4. "I'm a Man" (Diddley) -versão estéreo-
5. "Dogs"
6. "Dogs Part Two"
7. "Circles"

### Lado B
1. "The Last Time" (Jagger / Richards)
2. "Water"
3. "Daddy Rolling Stone" (Blackwell) - versão estéreo
4. "Heatwave" - versão produzida por Shel Talmy
5. "Going Down" - ao vivo em 1971
6. "Motoring"
7. "Waspman" (Moon)